# Berville (Val-d'Oise)
Berville é uma comuna francesa na região administrativa da Ilha de França, no departamento do Vale do Oise. Estende-se por uma área de 8.51 km². Em 2010 a comuna tinha 2 742 habitantes (densidade: 322,2 hab./km²).